# Wielozarodniczka gruzełkowata
Wielozarodniczka gruzełkowata (Sistotrema brinkmannii (Bres.) J. Erikss.) – gatunek grzybów z rodziny kolczakowatych (Hydnaceae).

## Systematyka i nazewnictwo
Pozycja w klasyfikacji według Index Fungorum: Sistotrema, Hydnaceae, Cantharellales, Incertae sedis, Agaricomycetes, Agaricomycotina, Basidiomycota, Fungi.
Po raz pierwszy takson ten opisał w 1903 r. Giacomo Bresàdola, nadając mu nazwę Odontia brinkmannii. Uczcił nią mykologa Wilhelma Brinkmanna. Obecną, uznaną przez Index Fungorum nazwę nadał mu w 1948 r. John Eriksson.
Synonimy:
- Corticium masculi Sprau 1937
- Corticium varians Kniep 1915
- Grandinia brinkmannii (Bres.) Bourdot & Galzin 1914
- Grandinia microspora Rick 1932
- Odontia brinkmannii Bres. 1903
- Trechispora brinkmannii (Bres.) D.P. Rogers & H.S. Jacks. 1943[2].

Nazwę polską zaproponował Władysław Wojewoda w 2003 r.

## Morfologia i rozmnażanie
Tworzy małe, krótkotrwałe, rozpostarte owocniki, prawie gładkie z drobnymi granulkami. Są białe i mają w stanie świeżym woskową i miękką konsystencję, po wyschnięciu ich powierzchnia staje się bladokremowa, a miąższ popielaty i kruchy. Strzępki zawierają liczne sprzążki i są bogate w olej, co przyczynia się do gruboziarnistego wyglądu grzybni.
Wielozarodniczkę gruzełkowatą można hodować na tramie owocników wrośniaka szorstkiego (Trametes hirsuta), a także na zamieszkujących drewno owocnikach innych podstawczaków. Badania prowadzone nad rozmnażaniem wielozarodniczki gruzełkowatej wykazały, że jest zarówno homotaliczna, jak i heterotaliczna.

## Występowanie
Wielozarodniczka gruzełkowata to gatunek kosmopolityczny. Występuje na wszystkich kontynentach, stwierdzono jej występowanie nawet na Antarktydzie. W Polsce do 2003 r. cztery jej stanowiska podał W. Wojewoda. Według niego częstość występowania tego gatunku w Polsce i stopień jego zagrożenia nie są znane. Aktualne stanowiska podaje także internetowy atlas grzybów. Zaliczona jest w nim do gatunków rzadkich.
Grzyb saprotroficzny. Występuje na martwych pniach i gałęziach drewna liściastego i iglastego. Dość często występuje także na martwych owocnikach innych grzybów żyjących na drewnie. Stwierdzono występowanie jego zarodników i strzępek także w powietrzu w mieszkaniach i w pralkach, jednak nie jest on dla ludzi szkodliwy, nie wytwarza też nieprzyjemnego zapachu. Badania przeprowadzone w 1994 r. w Anglii wykazały, że latem około 30% grzybów unoszących się w powietrzu to Sistotrema brinkmannii, a zimą odsetek ten wzrasta do blisko 60%.